# Rivière Cachée (rivière des Mille Îles)
Pour les articles homonymes, voir Rivière Cachée.
La rivière Cachée est un affluent de la rivière des Mille Îles, coulant dans les villes de Saint-Eustache (MRC des Deux-Montagnes) et de Boisbriand (MRC Thérèse-De Blainville), dans la région administrative des Laurentides, au Québec, au Canada.
La rivière Cachée coule entièrement en territoire agricole, puis urbain. Outre la zone urbaine dans la partie inférieure du cours d’eau, l’agriculture constitue la principale activité économique de ce sous-bassin versant.
Annuellement, la surface de la rivière est habituellement gelée au début de décembre à la fin mars, toutefois la circulation sécuritaire sur la glace se fait généralement de la fin-décembre au début mars.

## Géographie
La rivière Cachée prend sa source d’un ancien marais (altitude : 45 m) à la limite nord de Saint-Eustache, dans les Basses-Laurentides.
Les principaux bassins versants voisins de la rivière Cachée sont :
- côté nord : rivière Mascouche ;
- côté est : rivière des Mille Îles ;
- côté sud : rivière des Mille Îles, rivière du Chêne (rivière des Mille Îles) ;
- côté ouest : ruisseau des Anges, rivière Saint-Pierre (rivière Rouge), rivière Rouge (Laurentides).

À partir de sa source, la rivière Cachée coule sur 7,9 km selon les segments suivants :
- 0,3 km vers le nord-est, jusqu’à la limite de Blainville ;
- 3,7 km vers l'est en formant un crochet vers le nord, jusqu’à la rue ? ;
- 1,1 km vers le nord-est, jusqu’à l’autoroute 640 ;
- 1,1 km vers l’est, en traversant Boisbriand jusqu’à un coude de rivière situé près la route 117 ;
- 1,7 km vers le sud-est en longeant le côté sud-ouest de la route 117, jusqu’à son embouchure[1]

L’embouchure de la rivière Cachée est localisée à :
- 3,8 km au nord du Pont Vachon de l’autoroute 13 ;
- 3,2 km au sud-est du pont ferroviaire du Canadien National ;
- 2,0 km au sud-est du pont Gédéon-Ouimet.

La rivière Cachée se décharge sur la rive nord-ouest de la rivière des Mille Îles. De là, le courant coule vers le nord-est en contournant l’Île de Laval, pour aller rejoindre la rivière des Prairies, puis la rive ouest du fleuve Saint-Laurent à la hauteur de Repentigny (Québec).

## Toponymie
Le toponyme rivière Cachée fait référence au fait que l’embouchure de la rivière est caché derrière un ensemble d’îles notamment l’île aux Moutons, l’île Morris et l’île Lefebvre, sur la rivière des Mille Îles.
Le toponyme rivière Cachée a été officialisé le 8 août 1977 à la Commission de toponymie du Québec.